# Acacia homomalla
Acacia homomalla é uma espécie de leguminosa do gênero Acacia, pertencente à família Fabaceae.